# Лемишка

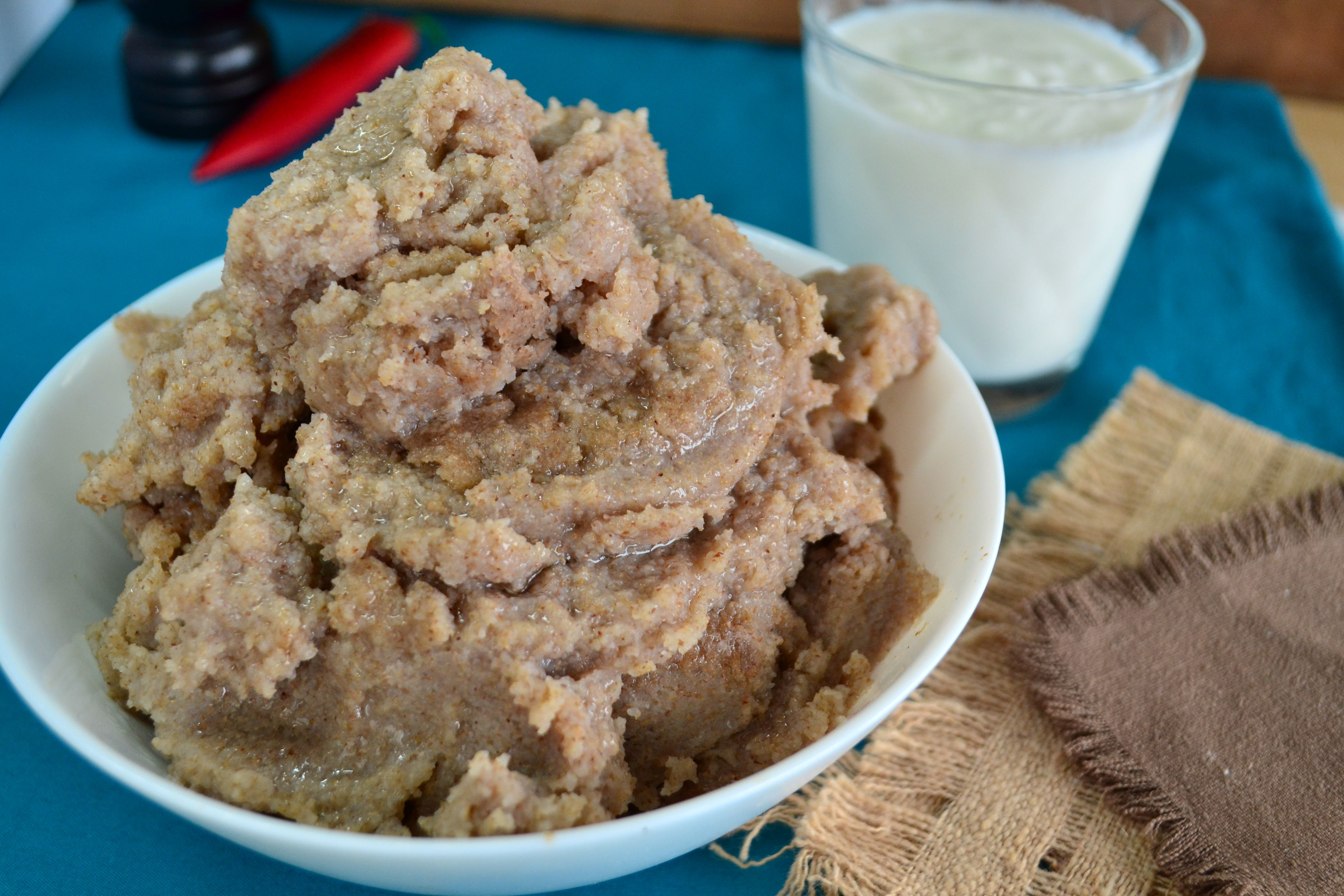
Лемишка

Лемишка (укр. лемішка) — украинское блюдо из гречневой муки муки наподобие каши. Было известно и на юге России.
Н.В.Гоголь «Страшная месть»:

«Только одну лемишку с молоком и ел старый отец и потянул вместо водки из фляжки, бывшей у него в пазухе, какую-то черную воду …».

## Приготовление
В горшок с подсоленным кипятком всыпали подсушенную гречневую муку, постоянно перемешивая и растирая её ложкой, чтобы не образовывались комки. Воды и муки брали примерно в пропорции 2,5: 1. Затем эту загустевшую массу ставили в печь упревать на один час. Употребляли лемишку преимущественно в пост с маслом или «постным» молоком из конопляного или макового семени. Иногда к лемишке варили урду — «постное» молоко из семян конопли. В мясоед ели с молоком, простоквашей или поджаренным на коровьем масле луком. Готовили лемишку на завтрак или на ужин. Из холодной лемишки делали плоские лепёшки, жарили их в масле или запекали в печи. Называли их «плэскана» (укр. плескана).